# Serrat de les Marrades (Mont-ros)
El Serrat de les Marrades és un serrat del terme municipal de la Torre de Cabdella, a la comarca del Pallars Jussà. Pertanyia a l'antic terme de Mont-ros, fins a la fusió d'aquest municipi en el de la Torre de Cabdella.
Aquest serrat és la continuïtat cap a llevant del Serrat de Rascars. S'inicia a uns 1.463,2 m. alt., i va pujant cap a llevant fins a assolir la carena de la Ginebrera, a una alçada de 1.752,6 m. alt., prop del Cap de la Ginebrera, on troba el termenal entre les comarques del Pallars Jussà i el Pallars Sobirà.